# Vereniging voor Statistiek en Operations Research
De Vereniging voor Statistiek en Operations Research (VVSOR) is een Nederlandse beroepsvereniging voor statistiek en besliskunde (operations research).
Zij werd opgericht op 15 augustus 1945, met als doel het correct toepassen en de studie van de statistiek en de operations research, om deze en nauw verwante onderdelen van de wiskunde te bevorderen en in dienst te stellen van de wetenschap en samenleving. De vereniging geeft meerdere tijdschriften uit en organiseert conferenties en andere bijeenkomsten op het gebied van de mathematische statistiek, de medische statistiek en biostatistiek, de psychometrie, de econometrie, data science, wetenschapscommunicatie en de besliskunde.

## Tijdschriften
De vereniging geeft sinds 1946 het peer-reviewed tijdschrift "Statistica Neerlandica" uit. Tussen 1976 en 1980 publiceerde zij ook de Methoden en Data Nieuwsbrief, die in 1980 overging in het tijdschrift Kwantitatieve Methoden. In 2000 richtte de vereniging het populair-wetenschappelijke tijdschrift "STAtOR" op ter vervanging van Kwantitatieve Methoden.